# Momordica acuminata
Momordica acuminata är en gurkväxtart som beskrevs av Elmer Drew Merrill. Momordica acuminata ingår i släktet Momordica och familjen gurkväxter. Inga underarter finns listade i Catalogue of Life.